# Vriesland (Michigan)
Pour les articles homonymes, voir Vriesland.
Vriesland ou Zeeland Charter Township est un charter township (en) du comté d'Ottawa (Michigan) aux États-Unis.

## Géographie
Le charter township comprend :
- Zeeland
- Drenthe
- Vriesland

## Personnalité
- Samuel Marinus Zwemer (1867-1952), missionnaire, explorateur et érudit, y est né.